# ジェイソン・ウェインヤード

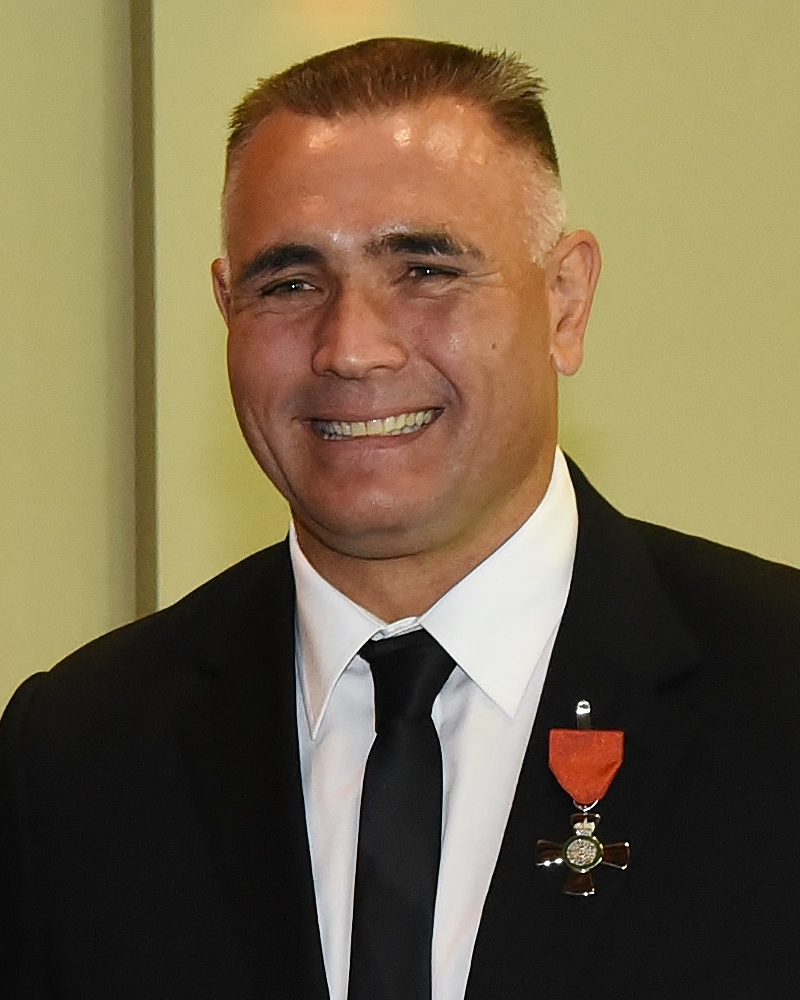
2017年

ジェイソン・ウェインヤード（Jason Wynyard、1973年11月14日 - 2023年10月4日）は、ニュージーランドのスチール・ティンバースポーツ・シリーズのチャンピオン。ワイカト地方テ・アワムトゥ出身。
チェーンソー技術を競うスチール・ティンバースポーツ・シリーズにおいて最多の11回優勝している。
2023年10月4日、バーキットリンパ腫により死去、49歳没。